# Филипповка (Чекмагушевский район)
Филипповка (баш. Филипповка) — деревня в Чекмагушевском районе Республики Башкортостан Российской Федерации. Входит в состав Резяповского сельсовета. 

## География

### Географическое положение
Расстояние до:
- районного центра (Чекмагуш): 34 км,
- центра сельсовета (Резяпово): 8 км,
- ближайшей ж/д станции (Буздяк): 93 км.

## Население
| 2002 | 2009 | 2010 |
| ---- | ---- | ---- |
| 0    | →0   | →0   |